# Antonio Cripezzi
Antonio Cripezzi, detto Tonino (Milano, 26 febbraio 1946 – San Giovanni Teatino, 3 luglio 2022), è stato un cantante e tastierista italiano.

## Biografia
Di famiglia originaria di Palazzo San Gervasio nel potentino, dal 1967 Cripezzi è il pianista de I Camaleonti; dopo i primi anni de I Camaleonti, entra nel gruppo condividendo il microfono con Livio Macchia e si stabilizza dopo l'uscita dal gruppo di Riki Maiocchi nel 1966.
Nell'arco della lunga storia del complesso, oltre a cantare, Tonino a volte ha anche suonato il violino e i synth in «simbiosi» con Massimo Brunetti.
Ha composto le musiche di molte canzoni del repertorio della band, come Amico di ieri, amico perduto, Pensa, Dove curva il fiume, Gimcana e altre.
Nel 1993 ha partecipato a varie registrazioni con diversi artisti italiani, tra i quali ricordiamo Lucio Dalla e Elio e le Storie Tese.